# Laplje Selo
Laplje Selo (serbiska: Лапље Село, albanska: Llapje Sellë, Llapllasellë, Fshati Llap) är en ort i Kosovo. Den ligger i den östra delen av provinsen, 9 km söder om provinshuvudstaden Priština. Laplje Selo ligger 563 meter över havet och antalet invånare är 892.
Terrängen runt Laplje Selo är platt åt sydväst, men åt nordost är den kuperad. Runt Laplje Selo är det ganska tätbefolkat, med 222 invånare per kvadratkilometer. Närmaste större samhälle är Priština, 8,7 km norr om Laplje Selo. Trakten runt Laplje Selo består till största delen av jordbruksmark.